# Sporting Braga
Der Sporting Clube de Braga, kurz SC Braga und im deutschen Sprachraum allgemein bekannt als Sporting Braga, ist ein Sportverein aus Braga, Portugal. Der Verein hat mehrere Sportabteilungen und feierte auch schon internationale Erfolge in der Leichtathletik der Frauen. International bekannt ist der Verein jedoch durch seine Fußballabteilung. Die erste Herrenmannschaft spielt in der Primeira Liga und ist dreifacher portugiesischer Pokalsieger.

## Geschichte
Der Verein wurde 1921 gegründet und ist in Braga, im Norden Portugals, beheimatet. Die Vereinsfarben sind Rot und Weiß. Das Heimstadion ist das Estádio Municipal de Braga mit Platz für 30.286 Zuschauer und wurde für die Fußball-Europameisterschaft 2004 neu gebaut. Das Stadion gilt als eines der schönsten der EURO 2004, da es in einen Granitfelsen gebaut wurde. Es wurde nach Entwürfen des Architekten Eduardo Souto de Moura errichtet, der dafür 2004 mit dem Prémio Secil ausgezeichnet wurde.
Der Verein stieg zum ersten Mal im Jahre 1947 in die erste Liga Portugals auf, stieg zwischendurch aber auch mehrmals wieder ab. Die bedeutendsten nationalen Erfolge sind bisher die Gewinne des Portugiesischen Pokals im Jahr 1966 mit einem 1:0 im Endspiel gegen Vitória Setúbal und fünfzig Jahre später, im Jahr 2016 mit einem umkämpften Sieg im Penaltyschießen gegen den FC Porto, wo sie während der regulären Spielzeit eine 2:0-Führung verspielten. Im Jahr 2013 konnten sie den Portugiesischen Ligapokal mit einem 1:0-Sieg im Final gegen den FC Porto gewinnen. In der Liga wurden sie in der Spielzeit 2010/11 Vizemeister, ihre bisher beste Platzierung in der Meisterschaft.
Sporting Braga nahm nach ihrem ersten Pokalerfolg auch zum ersten Mal am Europapokal der Pokalsieger teil und erreichte die zweite Runde. Auch in den Spielzeiten 1982/83 und 1998/99 schaffte der Club als Pokalfinalist den Einzug in diesen Wettbewerb, schied aber bereits in der Vorrunde bzw. in der zweiten Runde aus.
Der Verein nahm in den Saisons 1978/79, 1984/85, 1997/98 sowie in allen Saisons von 2004 bis 2022 am UEFA-Pokal bzw. der Europa League teil und erreichte hierbei mehrmals das Achtelfinale.
Im Hinspiel des Achtelfinales gegen AC Monaco gewann man am 10. März mit 2-0 in Braga.
Der Verein befindet sich seit 2003 im Besitz des ortsansässigen Unternehmers Antonio Salvador. Seitdem hat Sporting Braga sich als vierte Kraft im portugiesischen Fußball hinter Benfica, Sporting und Porto etabliert. Seit 2022 hält die Qatar Sports Investment eine beträchtliche Minderheit am Verein, seit Oktober 2023 beläuft sich diese auf 29,6 % der Anteile.
In der Saison 2010/11 qualifizierte sich der portugiesische Vizemeister nach vier souveränen Spielen gegen die schottischen und spanischen Klubs Celtic Glasgow und FC Sevilla erstmals für die Champions-League-Gruppenphase. Damit waren sie zugleich in der Gruppenphase der erste portugiesische Verein, der nicht aus Lissabon oder Porto kam. Sporting erreichte in seiner Gruppe hinter Schachtar Donezk und dem FC Arsenal und vor Partizan Belgrad den dritten Tabellenplatz, der gleichbedeutend mit der Qualifikation für das Sechzehntelfinale der Europa League war. Hier schaltete man nacheinander Lech Posen aus Polen, den englischen Rekordmeister FC Liverpool und den ukrainischen Verein Dynamo Kiew aus. Im Halbfinale setzte sich die Mannschaft gegen den Ligakonkurrenten Benfica Lissabon durch, einer 1:2-Niederlage im Hinspiel in Lissabon folgte ein 1:0-Sieg im Rückspiel im heimischen Stadion. Damit erreichte der SC Braga überraschend das Finale der Europa League. Im Endspiel am 18. Mai 2011 in Dublin traf Braga erneut auf einen Ligakonkurrenten, Braga stand dem amtierenden Meister FC Porto gegenüber. Im Endspiel unterlag Sporting Braga mit 0:1; es war das erste rein portugiesische Endspiel in einem Fußball-Europapokal.

## Beste Torschützen nach Saison (seit 2004/05)
| Saison  | Name                             | Nation          | Anzahl der Tore |
| ------- | -------------------------------- | --------------- | --------------- |
| 2004/05 | João Tomás                       | Portugal        | 15              |
| 2005/06 | João Tomás                       | Portugal        | 15              |
| 2006/07 | Wender                           | Brasilien       | 8               |
| 2007/08 | Roland Linz                      | Österreich      | 11              |
| 2008/09 | Albert Meyong Zé                 | Kamerun         | 8               |
| 2009/10 | Albert Meyong Zé                 | Kamerun         | 12              |
| 2010/11 | Lima                             | Brasilien       | 6               |
| 2011/12 | Lima                             | Brasilien       | 20              |
| 2012/13 | Éder                             | Portugal        | 13              |
| 2013/14 | Felipe Pardo                     | Kolumbien       | 7               |
| 2014/15 | Zé Luís                          | Kap Verde       | 8               |
| 2015/16 | Nikola Stojiljković Ahmed Hassan | Serbien Ägypten | je 10           |
| 2016/17 | Rui Fonte                        | Portugal        | 11              |
| 2017/18 | Paulinho                         | Portugal        | 13              |
| 2018/19 | Dyego Sousa                      | Portugal        | 15              |
| 2019/20 | Paulinho                         | Portugal        | 16              |
| 2020/21 | Ricardo Horta                    | Portugal        | 9               |
| 2021/22 | Ricardo Horta                    | Portugal        | 19              |
| 2022/23 | Ricardo Horta                    | Portugal        | 14              |
| 2023/24 | Simon Banza                      | DR Kongo        | 21              |

## Erfolge
- Portugiesischer Pokalsieger (3): 1966, 2016, 2021
- UEFA Intertoto Cup: 2008
- UEFA Europa League: Finalist (2011)
- Portugiesischer Ligapokal: 2013, 2020, 2024

Beachsoccer
- Mundialito de Clubes: 2019

## Kader 2024/25
Stand: 16. Juni 2025
| Nr.        | Nat.        | Name                | Geburtstag | im Verein seit |
| Tor        | Tor         | Tor                 | Tor        | Tor            |
| ---------- | ----------- | ------------------- | ---------- | -------------- |
| 12         | Portugal    | Tiago Sá            | 11.01.1995 | 2015           |
| 91         | Tschechien  | Lukáš Horníček      | 13.07.2002 | 2023           |
| Abwehr     |             |                     |            |                |
| 02         | Spanien     | Víctor Gómez        | 01.04.2000 | 2022           |
| 03         | Brasilien   | Robson Bambu        | 12.11.1997 | 2024           |
| 04         | Mali        | Sikou Niakaté       | 10.07.1999 | 2022           |
| 13         | Portugal    | João Ferreira       | 22.03.2001 | 2024           |
| 15         | Portugal    | Paulo Oliveira      | 08.01.1992 | 2021           |
| 19         | Spanien     | Adrián Marín Gómez  | 09.01.1997 | 2023           |
| 26         | Deutschland | Bright Arrey-Mbi    | 26.03.2003 | 2024           |
| 53         | Portugal    | Jonatás Noro        | 09.07.2005 | 2024           |
| 55         | Portugal    | Francisco Chissumba | 29.05.2005 | 2025           |
| Mittelfeld |             |                     |            |                |
| 06         | Brasilien   | Vitor Carvalho      | 27.05.1997 | 2023           |
| 08         | Portugal    | João Moutinho       | 08.09.1986 | 2023           |
| 10         | Serbien     | Uroš Račić          | 17.03.1998 | 2025           |
| 16         | Uruguay     | Rodrigo Zalazar     | 12.08.1999 | 2023           |
| 20         | Spanien     | Ismaël Gharbi       | 10.04.2004 | 2024           |
| 22         | Uruguay     | Thiago Helguera     | 26.03.2006 | 2024           |
| 29         | Frankreich  | Jean-Baptiste Gorby | 25.07.2002 | 2021           |
| 50         | Portugal    | Diego Rodrigues     | 24.05.2005 | 2025           |
| Sturm      |             |                     |            |                |
| 09         | Marokko     | Amine El Ouazzani   | 15.07.2001 | 2020           |
| 11         | Portugal    | Roger Fernandes     | 12.11.2005 | 2023           |
| 21         | Portugal    | Ricardo Horta       | 15.09.1994 | 2017           |
| 39         | Spanien     | Fran Navarro        | 03.02.1998 | 2025           |
| 67         | Portugal    | Afonso Patrão       | 03.02.2007 | 2025           |
| 77         | Spanien     | Gabriel Martínez    | 22.01.2003 | 2024           |
| 80         | Portugal    | João Vasconcelos    | 26.02.2005 | 2023           |

## Trainer
- Humberto Coelho (1985–1986)
- José Peseiro (2012–2013)
- Sérgio Conceição (2014–2015)
- Paulo Fonseca (2015–2016)
- José Peseiro (2016)
- Jorge Simão (2016–2017)
- Abel Ferreira (2017–2019)
- Sá Pinto (2019)
- Rúben Amorim (2019–2020)
- Custódio (2020)
- Artur Jorge (2020)
- Carlos Carvahal (2020–2022)[7]
- Artur Jorge (seit 2022)

## Frauenfußball
Die Fußballabteilung für Frauen wurde 2016 gegründet und spielt seither erstklassig.
Erfolge:
- Portugiesischer Superpokal: 2018[8]